# Nicolas Schlumberger

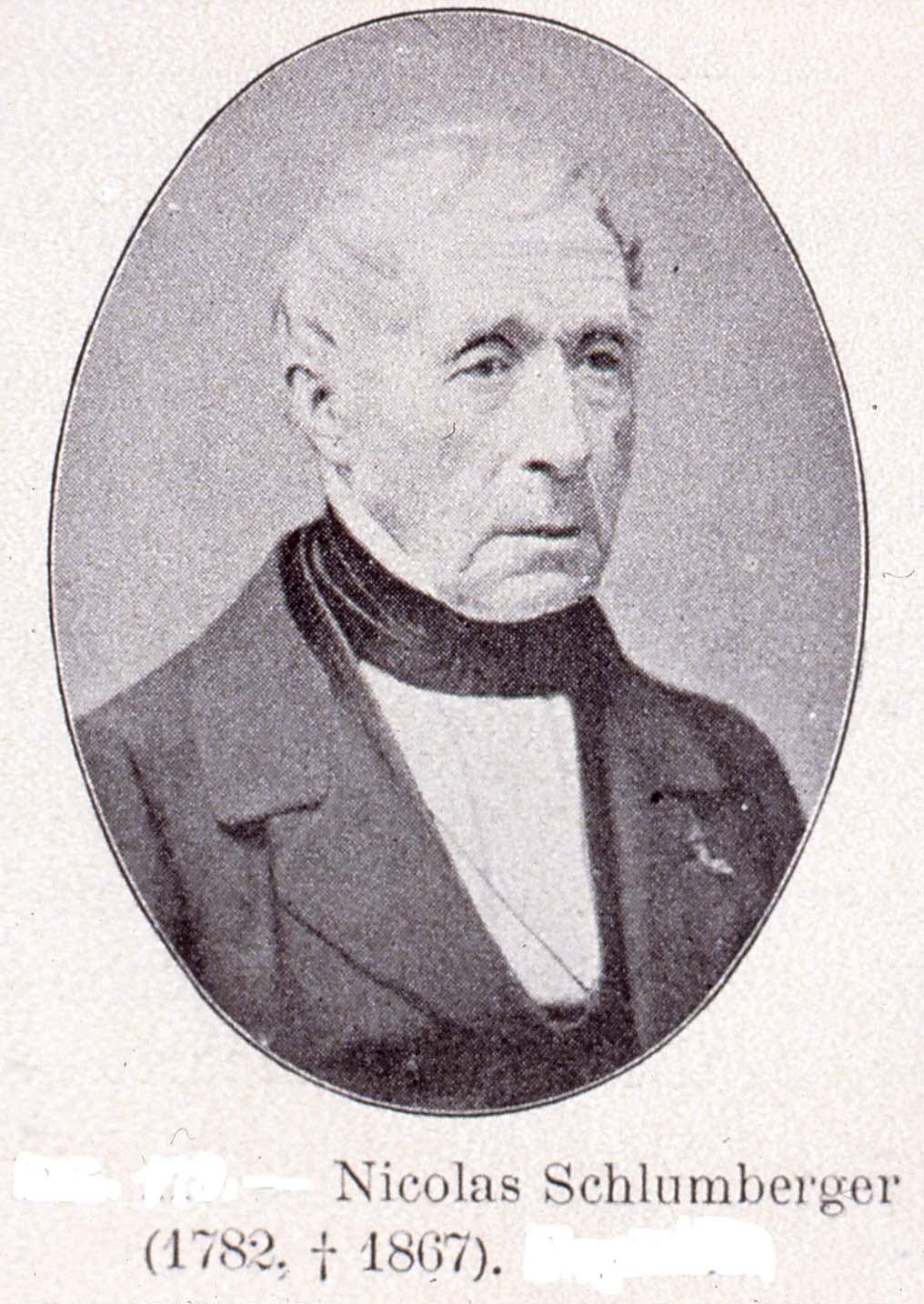
Nicolas Schlumberger (um 1865)

Nicolas Schlumberger (* 28. Juni 1782 in Mülhausen; † 16. Januar 1867 in Gebweiler, Oberelsass) war ein elsässischer Politiker, Fabrikant und Pionier der Textilindustrie von Gebweiler. Er ist Begründer der Maschinenfabrik N. Schlumberger, welche 1808 gegründet wurde und heute Produktionsmaschinen herstellt, ihren Ursprung jedoch in der Weberei-Industrie hatte.

## Biographie
Schlumberger wurde in eine Mülhauser Industriellendynastie geboren. Seine Eltern, Pierre und Catherine (geborene Hartmann) Schlumberger stammten aus alteingesessenen Familien, welche Indienne-Stoffe produzierten. Im Alter von 15. Jahren starb sein Vater und er wurde für die weiterführenden Schulen nach Vevey in der Schweiz geschickt. Im Unternehmen Jean Hofer & Cie., an welchem sein Vater auch Anteile hielt, absolvierte er eine Ausbildung. Durch zahlreiche Reisen nach England kam er in den Kontakt mit der mechanischen Produktion in der Textilindustrie.
Um das Jahr 1806 begann er mit der Planung einer eigenen Maschinenfabrik. In Gebweiler soll er die gewünschten Voraussetzungen von einer Fülle von Arbeitskräften sowie der einfachen Energiegewinnung durch Wasserkraft finden. 1808 heiratete er die Tochter des in Wesserling (Saint-Amarin) ansässigen Schweizer Textilfabrikanten Jean-Henri Bourcart (1758–1820) Élisabeth Bourcart. Im selben Jahr erwarb Schlumberger die Bleichenmühle und begann mit seinem Schwiegervater eine Firma aufzubauen. Er gilt heute als Begründer der Industrie von Gebweiler. Die N. Schlumberger & Cie. (NSC) produziert heute Produktionsmaschinen.
1820 wurde Schlumberger auch politisch aktiv mit der Wahl in den Gemeinderat von Gebweiler. Von 1819 bis 1861 war er Regierungsrat des Departments Oberrhein, kurzzeitig unter der Zweiten Republik. Er präsidierte den Rat von 1832 bis 1833. Seit 1865 wurde das Unternehmen von seinen Söhnen Jean und Adolphe geführt, und Schlumberger zog sich zunehmend aufgrund einer Krankheit ins Privatleben zurück. Er verstarb im Alter von 84 Jahren am 16. Januar 1867 in Gebweiler.